# Королівський ліцейський театр
Королівський ліцейський театр — театральний заклад у місті Единбурзі, Шотландія.
Перший ліцейський театр в Единбурзі засновано ще 1816 року. Проте у 1830 році приміщення цього театру згоріло, після чого театр декілька разів змінював приміщення. 
Теперішня будівля театру була спроєктована архітектором Чарльзом Джоном Фіппсом 1883 та обійшлася замовнику у £17,000. Перша вистава у новозбудованому театрі відбулася 10 вересня 1883 року. 
Театр, незважаючи на пізніші перебудови, вважається одним з найкраще збережених та досконалих зразків вікторіанської театральної архітектури.